# Хлебна манатарка
Хлебната манатарка, наричана също царска гъба или царска манатарка (Boletus regius), е вид ядлива базидиева гъба от род Манатарки (Boletus). Видът е бил описан и илюстриран за пръв път от Юлиус Финценц фон Кромбхолц през 1832 г. Видът е включен в Червената книга на Република България като уязвим.

## Описание
Шапката ѝ е с диаметър около 6 – 15 cm, с гладка, фино кадифена и суха повърхност. Ръбът е изправен и слабо вълнообразен. Пънчето е яйцевидно, лимоненожълто, с виненочервени петна в основата, дебело и плътно, с размери 5 – 13 × 3 – 6,5 cm.

## Разпространение и местообитание
Среща се в Китай, Европа, и Северна Америка. Расте в широколистни гори от началото на лятото до края на есента.